# Valparaiso (Florida)
Valparaiso és una població dels Estats Units a l'estat de Florida. Segons el cens del 2000 tenia 6.408 habitants.

## Demografia
Segons el cens del 2000, Valparaiso tenia 6.408 habitants, 1.928 habitatges, i 1.284 famílies. La densitat de població era de 207,2 habitants/km².
Dels 1.928 habitatges en un 30,6% hi vivien nens de menys de 18 anys, en un 52,1% hi vivien parelles casades, en un 10,4% dones solteres, i en un 33,4% no eren unitats familiars. En el 28,1% dels habitatges hi vivien persones soles el 8,5% de les quals corresponia a persones de 65 anys o més que vivien soles. El nombre mitjà de persones vivint en cada habitatge era de 2,36 i el nombre mitjà de persones que vivien en cada família era de 2,87.
Per edats la població es repartia de la següent manera: un 16,8% tenia menys de 18 anys, un 20,1% entre 18 i 24, un 31,9% entre 25 i 44, un 20,3% de 45 a 60 i un 10,8% 65 anys o més.
L'edat mediana era de 34 anys. Per cada 100 dones de 18 o més anys hi havia 181,6 homes.
La renda mediana per habitatge era de 39.521 $ i la renda mediana per família de 46.411 $. Els homes tenien una renda mediana de 22.267 $ mentre que les dones 18.781 $. La renda per capita de la població era de 19.934 $. Entorn del 3,1% de les famílies i el 6,7% de la població estaven per davall del llindar de pobresa.

## Poblacions més properes
El següent diagrama mostra les poblacions més properes.